# Alabama (teritoriu SUA)
Teritoriul Alabama, conform originalului, Alabama Territory, a fost un teritoriu organizat al Statelor Unite ale Americii care a fost format din porțiunile estice ale Teritoriul Mississippi (în original, Mississippi Territory). 
Teritoriul a fost organizat și confirmat de Congresul Statelor Unite la 3 martie 1817, cu aproape un an înainte ca Mississippi să devină cel de-al douăzecilea stat al Uniunii, la 10 decembrie 1817.

## Istoric
Situat în zona centrală a Alabama Territory, Saint Stephens, pe malurile Tombigbee River, a fost singura capitală teritorială. Singurul guvernator teritorial a fost William Wyatt Bibb.
La 14 decembrie 1819, la doar doi ani și nouă luni după ce teritoriul a fost organizat, Alabama a fost admis în Uniune ca cel douăzeci și doilea stat al acesteia. 